# Manulea androsacea
Manulea androsacea är en flenörtsväxtart som beskrevs av Ernst Meyer och George Bentham. Manulea androsacea ingår i släktet Manulea och familjen flenörtsväxter. Inga underarter finns listade i Catalogue of Life.